# Price (Utah)
Pour les articles homonymes, voir Price.
La ville américaine de Price est le siège du comté de Carbon, dans l’Utah. Sa population s’élevait à 8 715 habitants lors du recensement de 2010, estimée à 8 263 habitants en 2017.
De nos jours, c’est une ville minière, centre économique du centre-est de l’État. La proximité de la forêt nationale de Manti-La Sal attire de nombreux touristes.

## Histoire
Il semble que le nom de la ville provienne de celui de l’évêque mormon William Price de Goshen, Utah, qui a exploré la région en 1869. Lors de sa fondation en 1877, Price faisait partie du comté de Sanpete. Price a été fondée par les trappeurs Caleb Baldwin Rhoades et Abraham Powell, venus de Salem. Un réseau d’irrigation est créé au prix de grandes difficultés. En 1883, le chemin de fer atteint Price, ce qui bouleverse l’économie locale. Des immigrants arrivent par milliers pour travailler dans les mines.

## Démographie
| Groupe            | Price | Utah | États-Unis |
| ----------------- | ----- | ---- | ---------- |
| Blancs            | 91,2  | 86,1 | 72,4       |
| Autres            | 3,3   | 6,0  | 6,4        |
| Métis             | 2,4   | 2,7  | 2,9        |
| Amérindiens       | 1,4   | 1,2  | 0,9        |
| Asiatiques        | 1,0   | 2,0  | 4,8        |
| Afro-Américains   | 0,6   | 1,1  | 12,6       |
| Océano-Américains | 0,1   | 0,9  | 0,2        |
| Total             | 100   | 100  | 100        |
|                   |       |      |            |
| Latino-Américains | 13,6  | 13,0 | 16,7       |

Selon l'American Community Survey pour la période 2010-2014, 92,25 % de la population âgée de plus de 5 ans déclare parler l'anglais à la maison, 6,06 % déclare parler l'espagnol et 1,68 % une autre langue.

## Personnalités liées à Price
- Jean Westwood (1923-1997), femme politique, y est née.

## Source
- (en) Cet article est partiellement ou en totalité issu de l’article de Wikipédia en anglais intitulé « Price, Utah » (voir la liste des auteurs).

1. ↑  (en) « Price, UT Population - Census 2010 and 2000 », sur censusviewer.com.
2. ↑  (en) « Population of Utah - Census 2010 and 2000 », sur censusviewer.com.
3. ↑  (en) « Language spoken at home by ability to speak english for the population 5 years and over. Universe: Population 5 years and over. 2010-2014 American Community Survey 5-Year Estimates », sur factfinder.census.gov.